# قربان کوهستانی
قربان کوهستانی (زاده ۱۳۴۰ ولسوالی لعل و سرجنگل ولایت غور) سیاستمدار افغانستان و نماینده مردم ولایت غور در دوره‌های پانزدهم و شانزدهم مجلس نمایندگان است. وی در مجلس شانزدهم نمایندگان افغانستان عضو کمیسیون منابع طبیعی و محیط زیست می‌باشد.

## زندگی‌نامه
قربان کوهستانی زاده ۱۳۴۰ از ولسوالی لعل و سرجنگل ولایت غور می‌باشد. ایشان تحصیلات ابتدایی خود را در لیسه نجف به اتمام رسانید و توانست در مقطع تحصیلات عالی مدرک لیسانس در رشته اقتصاد بدست آورد.